# Bruno Paul
Bruno Paul (19. leden 1874, Seifhennersdorf – 17. srpen 1968, Berlín) byl německý kreslíř, architekt a designér.

## Život

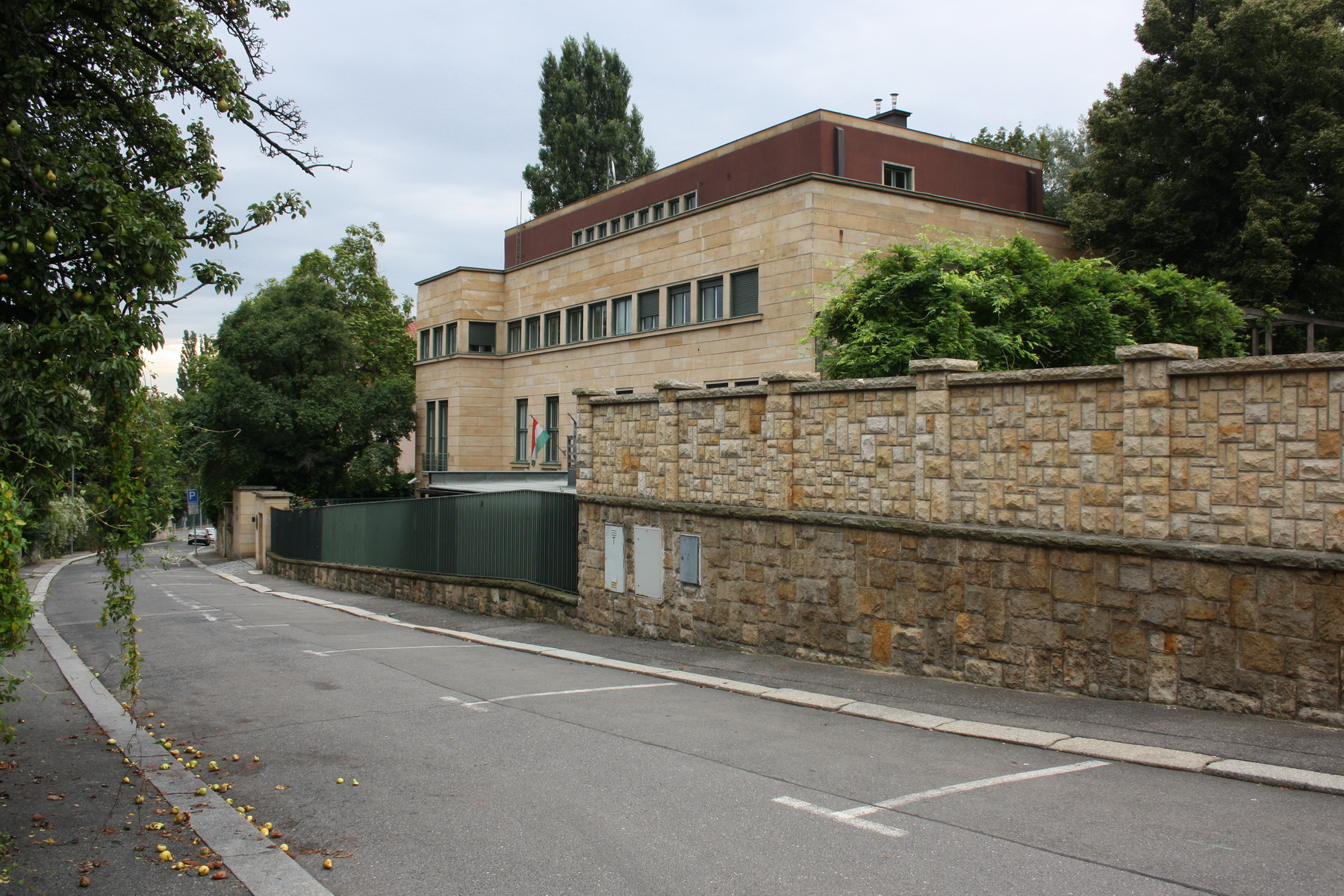
Vila Traub

Vystudoval uměleckoprůmyslovou školu v Drážďanech a malířství na Akademii v Mnichově. Živil se jako kreslíř - mezi lety 1897 a 1906 uveřejnil jen v časopisu Simplicissimus celkem 492 kreseb a karikatur. Jako architekt postavil řadu staveb v Berlíně a dalších německých městech.
V Praze je podle jeho návrhu postavena Vila Traub pro majitele kožedělné továrny Edmunda Trauba. Stavba ve své době nebyla přijata, přezdívalo se jí hanlivě „krabice na doutníky“.

## Dílo
- 1928–929 Vila Traub, č. p. 658, Praha 6 - Střešovice, Pod Hradbami 17